# MEVZA liga (muškarci)
MEVZA liga (eng. Middle European Volleyball Zonal Association, hrv. Srednjeeuropska odbojkaška liga) je regionalna odbojkaška liga u kojoj nastupaju klubovi iz Austrije, Hrvatske, Mađarske, Slovačke i Slovenije. Osnovana je 2005. godine, a slijednicom je Interlige koja se igrala između 1992. i 2002.

## Sudionici 2013./14.
- Posojilnica AICH/DOB - Bleiburg
- Amstetten Hypo Nieder Österreich - Innsbruck
- Fino - Kapošvar
- Gorter - Kečkemet
- Volley Team - Bratislava
- Chemes - Humenné
- ACH Volley - Ljubljana

## Prvaci i doprvaci
| sezona     | prvak                | doprvak                       |
| MEVZA liga | MEVZA liga           | MEVZA liga                    |
| ---------- | -------------------- | ----------------------------- |
| 2005./06.  | Aon hotVolleys Beč   | Hypo Tirol Innsbruck          |
| 2006./07.  | Autocommerce Bled    | Aon hotVolleys Beč            |
| 2007./08.  | Autocommerce Bled    | Aon hotVolleys Beč            |
| 2008./09.  | Hypo Tirol Innsbruck | Autocommerce Bled             |
| 2009./10.  | ACH Volley Bled      | Aon hotVolleys Beč            |
| 2010./11.  | ACH Volley Bled      | Hypo Tirol Innsbruck          |
| 2011./12.  | Hypo Tirol Innsbruck | ACH Volley Ljubljana          |
| 2012./13.  | ACH Volley Ljubljana | Posojilnica Aich-Dob Bleiburg |
| 2013./14.  | ACH Volley Ljubljana | Posojilnica Aich-Dob Bleiburg |
| 2014./15.  | Hypo Tirol Innsbruck | Posojilnica Aich/Dob Bleiburg |
| MEVZA kup  |                      |                               |
| 2015./16.  | ACH Volley Ljubljana | Hypo Tirol Innsbruck          |

### Prvaci Interlige
- 1992./93.  Aero Odolena Voda
- 1993./94.  Aero Odolena Voda
- 1994./95.  VKP Bratislava
- 1995./96.  Mladost Zagreb
- 1996./97.  Mladost Zagreb
- 1997./98.  Mladost Zagreb
- 1998./99.  Mladost Zagreb
- 1999./00.  Bayernwerk hotVolleys Beč
- 2000./01.
- 2001./02.  Vienna hotVolleys (Beč)

## Poveznice i izvori
- Prvenstvo Hrvatske u odbojci
- MEVZA liga (žene)
- službene stranice
- mevza.at, popis prvaka